# Peter Remmert (Jockey)
Peter Remmert (* 30. November 1938 in Magdeburg; † 2. September 2017) war ein deutscher Jockey im Galopprennsport.
Peter Remmert und sein Bruder Harro Remmert wurden von Arthur-Paul Schlaefke in Dortmund ausgebildet. Ab Ende der 1950er Jahre ritt Peter Remmert, der auch Eisenarm genannt wurde, für das Gestüt Asta unter Trainer Hans Thalheim und später unter Trainer Hein Bollow. 1965 und 1967 gewann Remmert das Deutsche Jockey-Championat. 1976 wurde er nach einem Skandal für achtzehn Monate gesperrt. Er kehrte danach zurück auf die Rennbahn und siegte 1981 noch einmal im Championat.
1971, 1980, 1981 und 1988 gewann Peter Remmert den Preis der Diana. 1974 und 1975 siegte er auf Marduk beim Großen Preis von Baden. Insgesamt verzeichnete Peter Remmert als Jockey 1836 Siege. 1989 übernahm Peter Remmert den Trainerposten von Hein Bollow. Den von ihm trainierten Pferden gelangen 338 Siege, davon elf in Hindernisrennen.